# Kalokagathia
Nella cultura greca del V secolo a.C., la kalokagathìa (in greco antico: καλοκαγαθία?) è l'ideale di perfezione fisica e morale dell'uomo.

## Etimologia
La parola deriva da una crasi di due parole greche: καλός traslitterato kalòs ("bello") e αγαθός , traslitterato agathòs ("buono"). Letteralmente, indicava l'identità tra ciò che è bello e ciò che è buono, sia negli enti corporei sia nelle idee immateriali.

## Teoria e poetica
Il termine si origina dalla sostantivizzazione di una coppia d'aggettivi: καλός κἀγαθός (kalòs kagathòs), crasi di καλὸς καὶ ἀγαθός (kalòs kai agathòs), cioè "bello e buono" inteso come "valoroso in guerra" e come "in possesso di tutte le virtù". In particolare, il termine καλός per i Greci si riferisce non solo a ciò che è "bello" per il suo aspetto sensibile, ma anche a quella bellezza che è connessa al comportamento morale "buono" (ἀγαθός).
In base a un esauriente studio sulle ricorrenze del termine kalokagathia, risulta invece che questo concetto più che essere un'eredità della civiltà omerica fu ampiamente introdotto, ad Atene in particolare, a partire dalla seconda metà del V secolo a.C. dai sofisti, che caratterizzavano con questa espressione l'intellettuale dominante nella carriera oratoria e politica, senza più riferirsi dunque a qualsiasi aspetto militare ma piuttosto a un valore morale di virtù e giustizia. 
Per Platone quello della kalokagathia è un ideale aristocratico che distingue il sapiente dalla massa incolta:
La kalokagathia quindi deve essere l'oggetto dell'educazione dell'uomo eccellente:
La kalokagathia dunque rappresenta la concezione greca del bene connessa all'azione dell'uomo e si sostiene quindi che vi sia una complementarità tra "bello" e "buono": ciò che è bello non può non essere buono e ciò che è buono è necessariamente bello.
Questo stesso principio del bello e buono viene riportato all'ordinamento del cosmo che con i suoi armonici movimenti astronomici e con la precisione dei rapporti matematici in esso nascosti, come avevano già messo in evidenza i pitagorici, funziona bene ed è quindi compiutamente perfetto (τέλειος, compiuto):
Una perfezione che nella visione platonica non può contemplarsi, allora, se non nel mondo ideale perfetto dove la suprema bellezza coincide con la perfetta bontà: il "bello e buono" perfetto che spinge gli uomini a imitarlo nel loro comportamento morale.
Quasi sette secoli più tardi, Plotino riprenderà l'idea dell'epoca classica del "bello" che si attua nel bene e che egli riscontra negli aspetti visibili della «simmetria delle parti», nel «componimento unitario della loro sintesi», nell'«armonia» e, come Platone, sosterrà il bello come causa dell'azione morale per cui «al bene bisogna risalire, a quel bene cui ogni anima agogna [...] e sa in che modo sia bello».

## Altri contesti
Nei contesti teologici cristiani successivi, vi saranno riflessioni sulla bellezza ritenuta intrinseca a ogni ente, accostabile all'antico concetto greco.